# Amblyprora
Amblyprora é um gênero de mariposas da superfamília Noctuidae.

## Espécies
- Amblyprora acholi (Bethune-Baker, 1906)
- Amblyprora alboporphyrea (Pagenstecher, 1907)
- Amblyprora magnifica (Schaus & Clements, 1893)
- Amblyprora pacifica (Bryk, 1915)
- Amblyprora subalba (Seydel, 1937)
- Amblyprora superba (Seydel, 1937)